# Схрещений модуль
У математиці,
особливо у теорії гомотопій,
схрещений модуль складається з груп {\displaystyle G} та {\displaystyle H}, де {\displaystyle G} діє на {\displaystyle H} за допомогою автоморфізмів (дію будемо записувати зліва, {\displaystyle (g,h)\mapsto g\cdot h}), і гомоморфізму цих груп
{\displaystyle d\colon \ H\longrightarrow G,}
який є еквіваріантним відносно дії спряження групи {\displaystyle G} на себе:
{\displaystyle d(g\cdot h)=gd(h)g^{-1},}
а також задовольняє рівності Пайффера
{\displaystyle d(h_{1})\cdot h_{2}=h_{1}h_{2}h_{1}^{-1}.}

## Історія
Схоже, що перша згадка рівності Пайффера для схрещеного модуля була в статті 1941 року Д.Г.К. Уайтхеда 'On adding relations to homotopy groups'.
Означення схрещеного модуля було введено в його статті 1946 року. Ці ідеї були добре пророблені в його роботі 'Combinatorial homotopy II' 1949 року, в якій також було введено важливе поняття вільного схрещеного модуля.
Ідеї Уайтхеда про схрещені модулі та їх застосування розроблені та пояснені в книзі Брауна, Хіггінса, Сівери 'Nonabelian algebraic topology: filtered spaces, crossed complexes, cubical homotopy groupoids'.
Деякі узагальнені ідеї схрещених модулів розглянуті в статті Джанелідзе.

## Приклади
Нехай {\displaystyle N} — нормальна підгрупа групи {\displaystyle G}. Тоді вкладення
{\displaystyle d\colon \ N\longrightarrow G}
є схрещеним моделем з дією групи {\displaystyle G} на {\displaystyle N} спряженнями.
Для довільної групи {\displaystyle G}, модулі над груповим кільцем є схрещеними {\displaystyle G}-модулями з {\displaystyle d=0}.
Для довільної групи {\displaystyle H}, гомоморфізм з {\displaystyle H} до {\displaystyle \operatorname {Aut} (H)}, який відправляє кожний елемент з {\displaystyle H} у відповідний внутрішній автоморфізм є схрещеним модулем.
Якщо задане центральне розширення груп
{\displaystyle 1\to A\to H\to G\to 1,}
то гомоморфізм: {\displaystyle d\colon H\to G}
разом з дією {\displaystyle G} на {\displaystyle H} визначає схрещений модуль. Тому центральні розширення можна розглядати як спеціальні схрещені модулі. Навпаки, схрещений модуль з сюр'єктивним гомоморфізмом визначає центральне розширення.
Нехай {\displaystyle (X,A,x)} є відміченою парою топологічних просторів (тобто {\displaystyle A} є підпростором {\displaystyle X}, і {\displaystyle x} є точкою в {\displaystyle A}), тоді граничний гомоморфізм
{\displaystyle d\colon \pi _{2}(X,A,x)\rightarrow \pi _{1}(A,x)}
з другої відносної гомотопічної групи до фундаментальної групи можна наділити структурою схрещеного модуля. Функтор
{\displaystyle \Pi \colon \ ({\text{пари відмічених просторів}})\rightarrow ({\text{схрещені модулі}})}
задовольняє узагальненій теоремі ван Кампена, тобто зберігає певні кодобутки.
Результат на схрещеному модулі пари може бути інтерпретований наступним чином: якщо 
{\displaystyle F\rightarrow E\rightarrow B}
є відміченим розшаруванням просторів, то індукованому відображенню фундаментальних груп 
{\displaystyle d\colon \ \pi _{1}(F)\rightarrow \pi _{1}(E)}
можна надати структуру схрещеного модуля. Цей приклад є корисним в алгебраїчній К-теорії. 
Існують версії цього факту у вищих розмірностях, які використовують поняття {\displaystyle n}-кубів просторів.
Ці приклади наводять на думку, що схрещені модулі можна мислити як 2-вимірні групи. 
Ця ідея може бути формалізована в термінах теорії категорій. Можна показати, що схрещений модуль це те саме що категоріальна група або 2-група, тобто груповий об'єкт в категорії категорій, що еквівалетно категорному об'єкту в категорії груп.
Це означає, що концепт схрещеного модуля є результатом поєднання ідей групи та категорії. Це еквівалентність є важливою для версій вищих розмірностей для груп.

## Класифікувальний простір
Кожний схрещений модуль 
{\displaystyle M=(d\colon H\longrightarrow G)}
має класифікувальний простір {\displaystyle BM} з властивістю, що його гомотопічні групи це {\displaystyle \operatorname {Coker} d} у розмірності {\displaystyle 1}, {\displaystyle \operatorname {Ker} d} у розмірності {\displaystyle 2}, і тривіальні групи в розмірностях вище 2. Можливо описати гомотопічні класи відображень з {\displaystyle CW}-комплексу в {\displaystyle BM}. Це дозволяє довести, що (відмічені, слабкі) гомотопічні 2-типи повністю описуються схрещеними модулями.

## Зовнішні лінки
- Baez, J.; Lauda, A. (2003). Higher-dimensional algebra V: 2-groups. arXiv:math.QA/0307200.
- Brown, R. (1999). Groupoids and crossed objects in algebraic topology (PDF). Homology, Homotopy and Applications. 1 (1): 1—78. doi:10.4310/HHA.1999.v1.n1.a1.
- Brown, R. (1982). Higher-dimensional group theory. Low-Dimensional Topology. London Mathematical Society Lecture Note Series. Т. 48. Cambridge University Press. с. 215—240. ISBN 978-0-521-28146-1.
- Brown, R.; Higgins, P.J.; Sivera, R. (2011). Nonabelian algebraic topology: filtered spaces, crossed complexes, cubical homotopy groupoids. EMS Tracts in Mathematics. Т. 15. arXiv:math/0407275. doi:10.4171/083. ISBN 978-3-03719-583-3.
- Forrester-Barker, M. (2002). Group objects and internal categories. arXiv:math/0212065.
- Noohi, Behrang (2007). Notes on 2-groupoids, 2-groups and crossed modules. Homology, Homotopy and Applications. 9 (1): 75—106. arXiv:math.CT/0512106. doi:10.4310/HHA.2007.v9.n1.a3. S2CID 13604037.